# HD11659
HD11659 — хімічно пекулярна зоря спектрального класу A1, що має видиму зоряну величину в смузі V приблизно  8,5.
Вона  розташована на відстані близько 543,6 світлових років від Сонця.